# John Wark
John Wark, né le 4 août 1957 à Glasgow, est un footballeur écossais ayant passé la majorité de sa longue carrière professionnelle au club d'Ipswich Town. Il remporte un record de quatre titres de « joueur de l'année » d'Ipswich Town, avant de devenir l'un des quatre premiers membres du Hall of Fame du club. Wark reste durant deux longues périodes au club, qui délimitent sa carrière professionnelle, et une troisième, bref intermède qui divise ses périodes plus courtes à Liverpool et Middlesbrough. Polyvalent, Wark joue la plupart de ses matchs au poste de milieu défensif, bien qu'il ait parfois joué comme défenseur central et plus rarement comme attaquant.
Natif de Glasgow, Wark est international écossais à 29 reprises (1979–1984) pour sept buts, dont trois apparitions et deux buts lors de la Coupe du monde 1982.

## Biographie

### Jeunesse
John Wark naît le 4 août 1957 au Glasgow Royal Maternity Hospital (en). Troisième des quatre enfants du couple Alex et Helen, John a une sœur aînée Wilma, un frère aîné Alex et un frère cadet Andrew. La famille vit dans un modeste appartement de quatre étages à Partick. Elle est pauvre : les parents de John ne peuvent s'offrir un lit et dans les premiers mois de sa vie, John dort dans le tiroir d'un buffet. Bien que prénommé John, il est rapidement surnommé « Johnny » par sa famille, un diminutif qui le suivra durant toute sa carrière de footballeur.
Au début des années 1960, la famille Wark déménage dans un autre immeuble à Scotstoun, le patriarche trouvant un emploi stable à proximité d'Albion Motors. La nouvelle maison s'accommode d'une arrière-cour dans laquelle John joue au football à partir de l'âge de six ans. Il déclarera : « [le football] semblait occuper 99 % de ma vie étant jeune », alors qu'il tente d'imiter son frère, Alex, qui devient professionnel à Saint Mirren. John étudie à la Scotstoun Primary School (en), où il est capitaine de l'équipe de football. Lors du passage en école d'enseignement secondaire, il est sélectionné avec l'équipe représentant les écoles de Glasgow. Il joue également pour Drumchapel Amateur (en) en moins de 14 ans, où il est, pendant une période, entraîné par le père de David Moyes, lui aussi prénommé David.
Pendant sa période à Drumchapel, il attire l'attention du Celtic. Il s'entraîne avec le club sur leur terrain de Parkhead, avant de recevoir une invitation à rejoindre le centre de formation du club. En tant que supporter à vie des Rangers (avec lesquels le Celtic a une rivalité notable) et attirant les convoitises de « plusieurs clubs anglais », dont Bristol City, Manchester City et Ipswich Town, Wark laisse l'offre en suspens. Il est mis à l'essai à Ipswich Town et à Manchester City, et choisit Ipswich lorsque Manchester City se déclare non-intéressé. À son arrivée à Portman Road, l'entraîneur d'Ipswich, Bobby Robson, décrit plus tard par Wark comme la personnalité du football « qui avait la plus grande influence sur [lui] », l'accueille personnellement et Wark signe avec le club en tant qu'apprenti.

### Carrière professionnelle

#### Première période à Ipswich

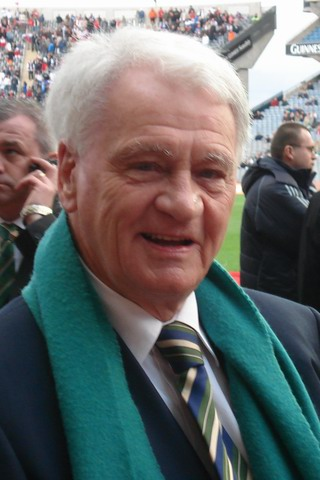
Le premier entraîneur de Wark, Bobby Robson (ici en 2007).

Wark commence sa carrière à Ipswich dans l'équipe de jeunes, d'abord en jouant arrière gauche avant de passer au centre de la défense et, occasionnellement, occupant le poste d'arrière droit. Il signe en tant que professionnel au club pour son 17e anniversaire. Sélectionné en équipe senior pour remplacer Kevin Beattie, blessé, Wark fait ses débuts en équipe première le 27 mars 1975 lors d'une victoire 3–2 au 6e tour de la FA Cup contre Leeds United, le match est joué au stade Filbert Street de Leicester City. Un Wark nerveux est rassuré par son entraîneur Robson : 

« Mes débuts étaient en quart de finale de la FA Cup contre l'équipe de Leeds de Giles et Bremner. Il [Robson] m'a dit : « Je ne te mettrais pas dans l'équipe si je ne pensais pas que tu étais assez bon ». Il était une figure paternelle aussi parce que j'avais le mal du pays. Si ça n'avait pas été pour le patron, je serais aussitôt retourné à Glasgow. »

Faisant quatre autres apparitions en équipe première pour pallier les blessures des habituels titulaires, Wark termine la saison avec l'équipe de jeunes, et remporte un premier titre avec la FA Youth Cup, en battant en finale West Ham United 5–1. Il passe une majeure partie de la saison 1975–1976 avec les équipes réserves mais obtient la distinction de « jeune joueur de l'année » du club, bien qu'il ne dispute que quatre matchs avec l'équipe senior. Glissant au poste de milieu de terrain, Wark fait plus de 30 apparitions lors de la saison 1976–1977, marquant ses premiers buts pour le club et prenant en charge les penalties ; il reçoit également son premier carton rouge.
En juin 1977, Wark est sélectionné en équipe d'Écosse pour la première fois, pour un match amical contre l'Allemagne. Cependant, une déchirure au tendon ne lui permet pas d'effectuer ses débuts internationaux. Cette blessure le tient à l'écart de l'équipe première d'Ipswich jusqu'en janvier 1978, lorsqu'il fait son retour pour un match contre Cardiff City au troisième tour de la FA Cup.
Ipswich termine seulement trois points au-dessus la zone de relégation, mais la saison se termine par une victoire en FA Cup. Wark marque en demi-finale contre West Bromwich Albion (3–1), et est titulaire en finale à Wembley au sein d'une équipe qui surprend Arsenal, gagnant le match 1–0. Wark fait remarquer : « Nous étions outsiders, mais le jour J nous les avons battus à plate couture ». Wark ne touche aucun ballon pendant les dix-huit premières minutes du match, et lorsque les joueurs quittent le terrain à la mi-temps, David Geddis dit à Wark, « Assures-toi de tirer entre les deux poteaux en deuxième mi-temps. Évites les poteaux blancs ». En seconde mi-temps, Wark ignore les conseils de Geddis et trouve à deux reprises le poteau droit de Pat Jennings sur deux occasions similaires en tirant du pied droit depuis l'extérieur de la surface de réparation.
À deux reprises au cours des trois saisons qui suivent, Ipswich se trouve à un match de remporter le championnat, mais termine en deuxième position derrière Liverpool puis Aston Villa. Toutefois, Ipswich gagne l'unique trophée européen du club en soulevant la Coupe UEFA en 1981. Wark établit alors un record de la compétition en marquant 14 buts, dont deux, un dans chaque manche, lors de la finale qu'Ipswich remporte aux dépens des Néerlandais du AZ Alkmaar sur un score cumulé de 5–4. Wark égale ainsi le vieux record de buts dans une compétition européenne détenu par José Altafini de l'AC Milan lors de la Coupe des clubs champions européens 1962-1963,. Pour Wark, outre ce succès continental, cette année est marquée par le titre de « jeune joueur de l'année » et les éloges de ses pairs en Angleterre qui l'élisent « joueur de l'année PFA ». Il termine la saison 1980–1981 avec 36 buts au compteur.
Wark continue à jouer pour Ipswich, mais après le départ de Robson pour devenir sélectionneur de l'Angleterre en 1982, l'effectif du club est progressivement dispersé par le nouvel entraîneur Bobby Ferguson. À la suite d'un rejet d'une demande d'augmentation de salaire, Wark présente une demande de transfert, qui est acceptée. Le 10 mars 1984, il signe pour Liverpool contre 450 000 livres pour pallier le départ de Graeme Souness en partance pour la Sampdoria. À l'époque, Liverpool avait remporté six titres de champion d'Angleterre, la Coupe d'Europe trois fois et la Coupe de la Ligue à trois reprises au cours des huit saisons précédentes.

#### Liverpool
La visite médicale du transfert de Wark surprend ce dernier :

« J'ai été assez surpris quand le médecin entra dans la Boot Room d'Anfield. Il était de petite taille et je n'ai pas pu m'empêcher de détecter l'odeur d'alcool dans son haleine lorsqu'il s'est présenté à moi. J'ai été encore plus surpris quand il a annoncé que nous allions rester sur place pour effectuer l'examen médical. Il prit ma pression artérielle, regarda le résultat et murmura « c'est bien ». Puis quelque chose que je n'arrive toujours pas à m'expliquer s'est produit. Il m'a demandé de me pencher et de toucher mes orteils. Essayant de ne pas montrer mon étonnement, j'ai fait exactement comme il l'a demandé et comme je relevais la tête, il parla de nouveau, cette fois pour annoncer « vous avez réussi ». Ce fut cela, ma visite médicale pour Liverpool. »

Wark fait ses débuts pour le club le 31 mars 1984, lors d'une victoire en championnat 2–0 contre Watford à Vicarage Road, ouvrant le score pour Liverpool à la 58e minute. Liverpool remporte le titre de champion d'Angleterre cette saison, et Wark fait suffisamment d'apparitions avec les Reds pour gagner une médaille lui aussi. Sa capacité rare à marquer des buts en tant que milieu de terrain est mise en lumière quand il termine la saison 1984–1985 comme meilleur buteur du club, devant le prolifique attaquant Ian Rush, avec un total de 27 buts en 62 matchs (soit un but tous les 2,3 matchs), dix-huit d'entre eux en championnat. La saison de Wark comprend trois hat-tricks, un en championnat, un en FA Cup et le dernier en Coupe d'Europe. Liverpool se qualifie pour la finale de la Coupe des clubs champions européens 1984-1985, mais le match est éclipsé par le drame du Heysel, une tragédie dont Wark se souvient comme « un souvenir cauchemardesque ».
Dans la saison 1985–1986, Wark joue 18 matchs et marque six buts, mais il rate la course du club vers le doublé championnat-FA Cup, en raison d'une fracture de la cheville subie au début de l'année 1986, suivie d'une blessure au tendon d'Achille. Il récupère finalement sa forme physique, mais peine à retrouver sa place dans l'équipe de Liverpool jusqu'à ce qu'une blessure de Steve McMahon le lui permette. Wark entre comme remplaçant de dernière minute (mais selon lui, n'a jamais touché le ballon) lorsque Liverpool perd la finale de la Coupe de la Ligue 1987 contre Arsenal. Ne faisant plus partie des plans de l'entraîneur Kenny Dalglish après l'arrivée de nouveaux milieux dont John Barnes, Wark est revendu à Ipswich le 4 janvier 1988 pour 100 000 £. En dépit d'offres plus lucratives de Watford et Coventry City, il suit les conseils de Bobby Robson : « L'argent n'est pas tout. Vas là où tu seras plus heureux ». Wark quitte le club du Merseyside après 42 buts en 108 apparitions, soit un but tous les 2,6 matchs.

#### Deuxième période à Ipswich
Ipswich est relégué dix-huit mois avant le retour de Wark au club et joue encore en deuxième division du football anglais. Au cours de cette deuxième période à Ipswich, Wark manque seulement deux matchs en deux saisons. Il est l'un des meilleurs buteurs du club de la saison 1988–1989, ex æquo avec les attaquants Dalian Atkinson et Jason Dozzell.
Après trois saisons terminées en milieu de tableau, l'entraîneur John Duncan (en) est limogé et remplacé par John Lyall. À l'expiration de son contrat, Wark reçoit une offre de Lyall qu'il considère comme « dérisoire », et qu'il refuse. Libéré de tout engagement, Wark signe sur un transfert gratuit pour les rivaux de deuxième division, Middlesbrough, en août 1990. Lors de ses deux saisons supplémentaires avec Ipswich, Wark marque 20 buts, et remporte le prix de « joueur de l'année » du club pour ces deux saisons.

#### Middlesbrough
Wark signe deux ans pour Middlesbrough, le premier club à lui montrer « un intérêt certain », se positionnant au poste de défenseur central. Il apparaît régulièrement et aide l'équipe à obtenir la septième place à la fin de la saison et ainsi se qualifier pour les play-offs de la deuxième division. Après un match nul 1–1 avec Notts County à Ayresome Park, Wark est informé par son entraîneur Colin Todd qu'il ne serait pas sélectionné pour le match retour. Wark est déçu et Middlesbrough perd la deuxième manche 1–0. Todd quitte le club et est remplacé par Lennie Lawrence (en), qui insiste pour que tous les joueurs habitent « à moins d'une heure d'Ayresome Park ». Wark vit encore à Ipswich et après un « accord à l'amiable » avec Lawrence, son contrat est résilié et Wark redevient libre.

#### Troisième période à Ipswich

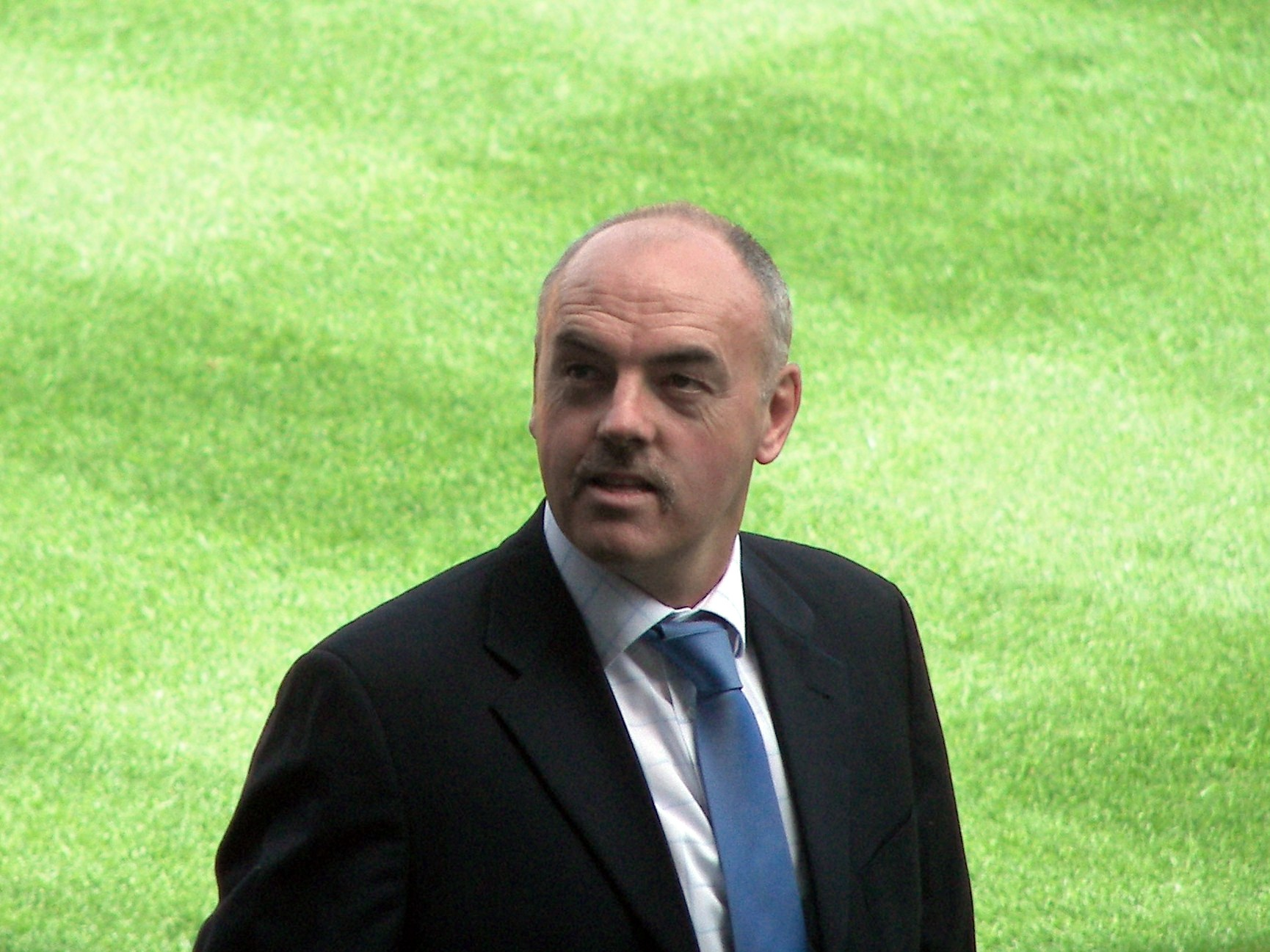
Wark à Portman Road en 2007.

Restant sans club au début de la saison 1991–1992, Wark s'entraîne avec Ipswich pour garder la forme, et rejette l'intérêt de Leyton Orient, Colchester United et Falkirk. Lorsque Ipswich essuie une succession de blessures chez leurs défenseurs, ils lui offrent un contrat, d'abord renouvelé de façon hebdomadaire, avant de lui proposer un accord sur l'année. Wark dispute 43 matchs lors de la première saison de sa troisième période avec le club. Les premiers résultats sont excellents, le club remportant sept de ses onze premiers matchs de championnat. En FA Cup, Ipswich progresse jusqu'au cinquième tour face à Liverpool. Après un premier match nul à domicile, Wark reçoit une ovation des supporters des deux clubs au cours du match rejoué à Anfield. Ipswich perd le match, et leur forme en championnat diminue quelque peu par la suite, mais ils sont à nouveau couronnés champions de deuxième division et sont promus dans la nouvellement formée Premier League. Wark termine la saison avec le titre de « joueur de l'année » d'Ipswich Town pour la troisième fois de sa carrière.
Wark accepte un nouveau contrat d'un an pour la saison 1992–1993 et est invité à figurer dans une publicité de Sky Sports afin de promouvoir l'édition inaugurale de la Premier League. Ipswich est le seul club de Premier League à rester invaincu après huit matchs, une série qui inclut le premier but de Wark en Premier League lors d'un match nul 1–1 avec Tottenham Hotspur. Ipswich est quatrième du classement en février, mais il résulte d'une série de treize matchs consécutifs sans victoire une 16e place finale dans le tableau, seulement trois points au-dessus de la zone de relégation, et il faut une victoire lors de la dernière journée de la saison pour assurer le maintien,. Wark, à présent âgé de 37 ans, signe encore un autre contrat d'un an, peu avant la fin de la saison 1993–1994. Ipswich est à nouveau sauvé de la relégation lors de la dernière journée (pour la deuxième saison consécutive un autre bon départ a fait place à une chute en fin de saison), grâce à un but de Mark Stein (en) dans le temps additionnel contre Chelsea à Stamford Bridge, qui assure à Ipswich de finir devant Sheffield United, relégué. Wark est élu joueur d'Ipswich Town de l'année pour la quatrième fois, record du club.
Ipswich et Wark s'en tirent moins bien au cours de la saison 1994–1995. Le club perd 9-0 à Manchester United lors d'une saison pendant laquelle Ipswich enregistre le moins de victoires et subit le plus de défaites dans l'histoire du club. Wark est expulsé à Norwich City, où l'équipe perd 3-0. Wark fait moins de 20 apparitions la saison suivante, principalement en raison d'une blessure persistante au pied. En dépit de trois autres apparitions lors de la saison 1996–1997, et un jubilé contre Arsenal à Portman Road, Wark joue son dernier match professionnel contre Tranmere Rovers le 30 novembre 1996 à l'âge de 39 ans. À ce stade, il est le plus vieux joueur du club. Sur un total 826 matchs de championnat joués par Wark en tant que professionnel, il fait 679 apparitions pour Ipswich. Il est également le troisième meilleur buteur d'Ipswich Town de tous les temps, avec 179 buts marqués pour le club, bien que rarement comme attaquant.

### Carrière internationale
À partir de 1979, Wark est sélectionné pour jouer pour son pays, le plus souvent comme défenseur, pour finalement honorer 29 capes pour l'Écosse et sept buts. Jock Stein est le sélectionneur national qui lui offre ses débuts, le 19 mai 1979 pour un match du British Home Championship contre le pays de Galles au Ninian Park, perdu 3-0,. Wark marque son premier but international une semaine plus tard, à nouveau dans un match du British Home Championship, ouvrant le score contre l'Angleterre à Wembley, match perdu 3–1.
Après une défaite à domicile 3–1 face à la Belgique en décembre 1979, Wark n'est plus sélectionné pour son pays jusqu'en février 1981 pour un match à l'extérieur éliminatoire de la Coupe du monde 1982 contre Israël. Après une campagne de qualification réussie, Wark est retenu dans l'équipe d'Écosse qui se rend à la Coupe du monde en Espagne sous la direction de Stein. Wark joue les trois matchs (Nouvelle-Zélande, URSS et Brésil), et inscrit un doublé aux 29e et 32e minutes de jeu contre la Nouvelle-Zélande (5–2). L'Écosse est éliminée au 1er tour, du fait d'un goal average défavorable par rapport à l'URSS.
En septembre 1984, Wark joue son dernier match international, toujours sous Stein. Il est remplacé par Paul McStay à la mi-temps d'une victoire 6–1 contre la Yougoslavie.

## Clubs
- 1975–1984 :  Ipswich Town Football Club
- 1984–1988 :  Liverpool FC
- 1988–1990 :  Ipswich Town Football Club
- 1990–1991 :  Middlesbrough FC
- 1991–1997 :  Ipswich Town Football Club

## Palmarès
Avec Ipswich Town
- Coupe de l'UEFA
  - Vainqueur en 1981
- Championnat d'Angleterre de football
  - Vice-champion en 1981 et en 1982
- Coupe d'Angleterre de football
  - Vainqueur en 1978
- Championnat d'Angleterre de football D2
  - Champion en 1992
- Charity Shield
  - Finaliste en 1979
- PFA Players' Player of the Year
  - Remporte cette récompense individuelle en 1981

Avec le Liverpool FC
- Ligue des champions de l'UEFA
  - Finaliste en 1985
- Supercoupe de l'UEFA
  - Finaliste en 1985
- Coupe intercontinentale
  - Finaliste en 1984
- Championnat d'Angleterre de football
  - Champion en 1986 et en 1988
  - Vice-champion en 1985 et en 1987
- Coupe d'Angleterre de football
  - Vainqueur en 1986
  - Finaliste en 1988
- Coupe de la Ligue
  - Finaliste en 1987
- Community Shield
  - Vainqueur en 1986 et en 1988

## Filmographie
- 1981 : À nous la victoire